# Novonor
Novonor, более известный под прежним (до 2020 года официальным) названием Odebrecht S.A. — бразильский промышленный конгломерат, с интересами в строительстве, нефтехимии, нефтедобычи, производстве биоэтанола. Штаб-квартира находится в городе Салвадор, столице штата Баия.

## История
Строительную компанию Construtora Norberto Odebrecht основал в 1944 году Норберто Одебрехт (его прадед иммигрировала в Бразилию из Пруссии в 1856 году). В 1960-х годах зарубежные займы правительство Бразилии начало вкладывать в развитие инфраструктуры страны, компания Одебрехта была одним из основных подрядчиков в штате Баия, что способствовало её росту. В конце десятилетия компания начала расширяться на юг Бразилии, если в 1969 году её выручка составляла менее 100 млн долларов, то уже к 1973 году она удвоилась благодаря таким подрядам, как строительство нового терминала международного аэропорта Рио-де-Жанейро и кампуса университета Рио. В 1976 году компания за 100 млн долларов приобрела Companhia Brasileira de Projectos e Obras, одного из основных подрядчиков строительства гидроэлектростанции Итайпу. Другие крупные проекты 1970-х годов включали АЭС имени адмирала Алваро Алберто, мост во Флорианополисе, железную дорогу в Амазинии, метрополитены городов Бразилиа и Ресифи. В конце 1970-х годов была куплена компания Técnica Nacional de Engenharia (строительство промышленных предприятий), также Odebrecht вошла в долю в нефтехимическом заводе в Камасари и стала подрядчиком Petrobras при поисках нефти в Атлантическом океане. В 1981 году была создана холдинговая компания Odebrecht S.A.
Первым зарубежным проектом стало строительство гидроэлектростанции в Перу, начавшееся в 1978 году. В 1980-х годах было реализовано несколько проектов в Анголе (ГЭС, системы канализации и водоснабжения, нефтяные скважины, алмазная шахта), а также в Габоне, Индии, Эквадоре, Аргентине, Мексике, Парагвае и Чили. В 1988 году была куплена португальская компания по строительству шоссейных и железных дорог. Европейские операции были расширены в 1991 году покупкой британской компании SLP Engineering (бурение нефтяных скважин в Северном море). Также в 1991 году компания получила подряд на расширение стстемы перевозки пассажиров в Майами Metromover. Выручка компании в 1990 году составляла 2,6 млрд долларов, в ней работало 43,5 тыс. сотрудников. В 1991 году руководство компанией перешло к Эмилио Одебрехту, старшему сыну основателя. На 1994 год Odebrecht работала в 18 странах, на господряды в Бразилии приходилось только 28 % выручки.
В 1992 году президент Бразилии Фернанду Колор ди Мелу подал в отставку после обвинений в коррупции, в частности созданная его советником консультационная фирма собрала 55 млн долларов «пожертвований» от строительных компаний для получения выгодных господрядов; Odebrecht значилась первой в списке таких компаний. Реакцией на критику стало расширение зарубежных операций, в 1994 году были куплены три немецкие строительные компании, а португальская дочерняя компания стала основным подрядчиком в строительстве моста Васко да Гама стоимостью более миллиарда долларов. В конце 1990-х годов компания приняла участие в реализации нескольких проектов в США: модернизация аэропорта Майами, спортивного комплекса FTX-арена и других.
В 2001 году при участии другой бразильской промышленной группы, Мариани, была куплена государственная нефтехимическая компания Companhia Nordeste de Participaçoes. В следующем году она была объединена с другими активами групп в этой отрасли в компанию Braskem, которая сразу стала крупнейшим производителем термопластов в Латинской Америке. На 2003 год в холдинг Odebrecht входило около 200 компаний с общей выручкой 6,1 млрд долларов.
Компания оказалась одним из основных фигурантов в операции «Мойка машин», антикоррупционного расследования, начатого в 2014 году. Основном темой расследования было то, что строительные компании, включая Odebrecht, платили взятки руководству Petrobras и высокопоставленным чиновникам для получения контрактов по завышенным тарифам. Позже расследование выявило подобные методы в других странах Латинской Америки, а также схемы проплат через банки США, Швейцарии и других стран. В марте 2016 года глава Odebrecht Марселу Одебрехт был приговорён к 19 годам тюрьмы за дачу взяток и отмывание денег, а компании пришлось заплатить 2,6 млрд долларов штрафов властям США, Швейцарии и Бразилии. Позже приговор Марселу был смягчён до 10 лет домашнего ареста.
В 2019 году с долгом почти 100 млрд реалов ($21 млрд) Odebrecht объявила о своём банкротстве и начала реорганизацию под управлением судом, после которой от конгломерата со 180 тысячами сотрудников осталась лишь небольшая часть, семья Одебрехтов лишилась участия в текущих делах группы, в конце 2020 года название было изменено на Novonor.

## Деятельность
Основные составляющие группы по состоянию на 2020 год:
- Braskem — бразильская химическая компания, крупнейший производитель термопластов в Америке; доля 38,32 %.
- OEC — международная строительная компания; доля 100 %.
- Ocyan — нефтесервисная компания; доля 100 %.
- OR — строительство жилой и офисной недвижимости в Бразилии; доля 100 %.
- OTP — строительство транспортной инфраструктуры в Бразилии; доля 59,4 %.
- Atvos — 9 агропромышленных предприятий по производству тростникового сахара, биоэтанола и электроэнергии; доля 100 %.
- Enseada — судостроительная компания; доля 97,25 %.